# 胡咏骐
胡咏骐（1898年—1940年），民国时期上海金融家，著名地下党员，中国保险业先驱。浙江鄞县人。

## 生平
1898年，胡咏骐出生于浙江省宁波府鄞县（今宁波市鄞州区）。胡咏骐早年就读于宁波斐迪中学。中学毕业后，胡咏骐赴上海求学，毕业于上海沪江大学。大学毕业后，胡咏骐曾回宁波积极参与青年运动，创建了宁波青年会，并任总干事。
1916年，胡咏骐赴美国留学，在纽约哥伦比亚大学攻读金融、人寿保险和商业管理，并在纽约联邦人寿保险公司实习。
1919年，胡咏骐回到上海，旋即出任宁绍商轮公司保险部的经理。胡咏骐后出任宁绍水火保险公司经理。1931年，胡咏骐创办宁绍人寿保险公司，并出任总经理。1933年，胡咏骐创办《人寿季刊》，这是中国保险界第一部研究保险学的专门期刊杂志。1935年，胡咏骐被推举为上海市保险业同业公会主席，之后连任数届。保险业同业公会主席任上，胡咏骐制定了保险业中英文翻译标准，结束了保险业通行英文，没有中文标准的历史。胡咏骐并多方协商，并与外商谈判，协调统一了当时火险费率和条款，结束了国内业界之间的恶性竞争和国外外商的不正当竞争。胡咏骐发起成立了包括华商和外商在内的统一的上海市火险联合委员会。
胡咏骐初信仰基督教，后成为中国共产党党员。胡咏骐是著名的上海地下党员。中共曾倡议组织上海市保险业业余联谊会（简称“保联”），胡咏骐就是最主要发起人和筹备人。1919年初，经中共中央特别批准，胡咏骐加入中国共产党，介绍人为沙文汉。1940年，胡咏骐因积劳成疾；1940年5月，确诊为胰腺癌；同年11月5日，病逝于上海。胡咏骐遗嘱将自己财产全部捐献给抗日战争事业。

## 家庭
子胡国定（1923年－2011年），南开大学教授，中国信息论奠基人，数学大师陈省身挚友。

## 回忆及评论
- “这不是一个孳孳为利的普通商人——他看得远，见得广，想得透彻。他知道一个商人在这国难时期应尽的责任是什么．他的一切措施，一切行动，都是以国家民族的利益为前提的。他从事商业近二十年，但他的经济情形也仅足够一家温饱而已、而对于爱国事业，则无不竭力帮助着；比千万百万富翁所尽的力量更多，更大！”——郑振铎《蛰居散记》中回忆胡咏骐。
- “……若像树似的，屹立于暴风雨之中而坚定不动的只有胡咏骐先生等寥寥几位。他稳定地站在危难、艰苦、恐怖、纷扰的环境中，像一个巨人似的；在他的巨影之下，许多人赖以安定、不惧，他执了一盏光明四射的灯笼，在茫茫黑夜里，引导着许多人向前走。”——郑振铎在胡咏骐逝世后写的悼文。[1]